# Lech Pijanowski

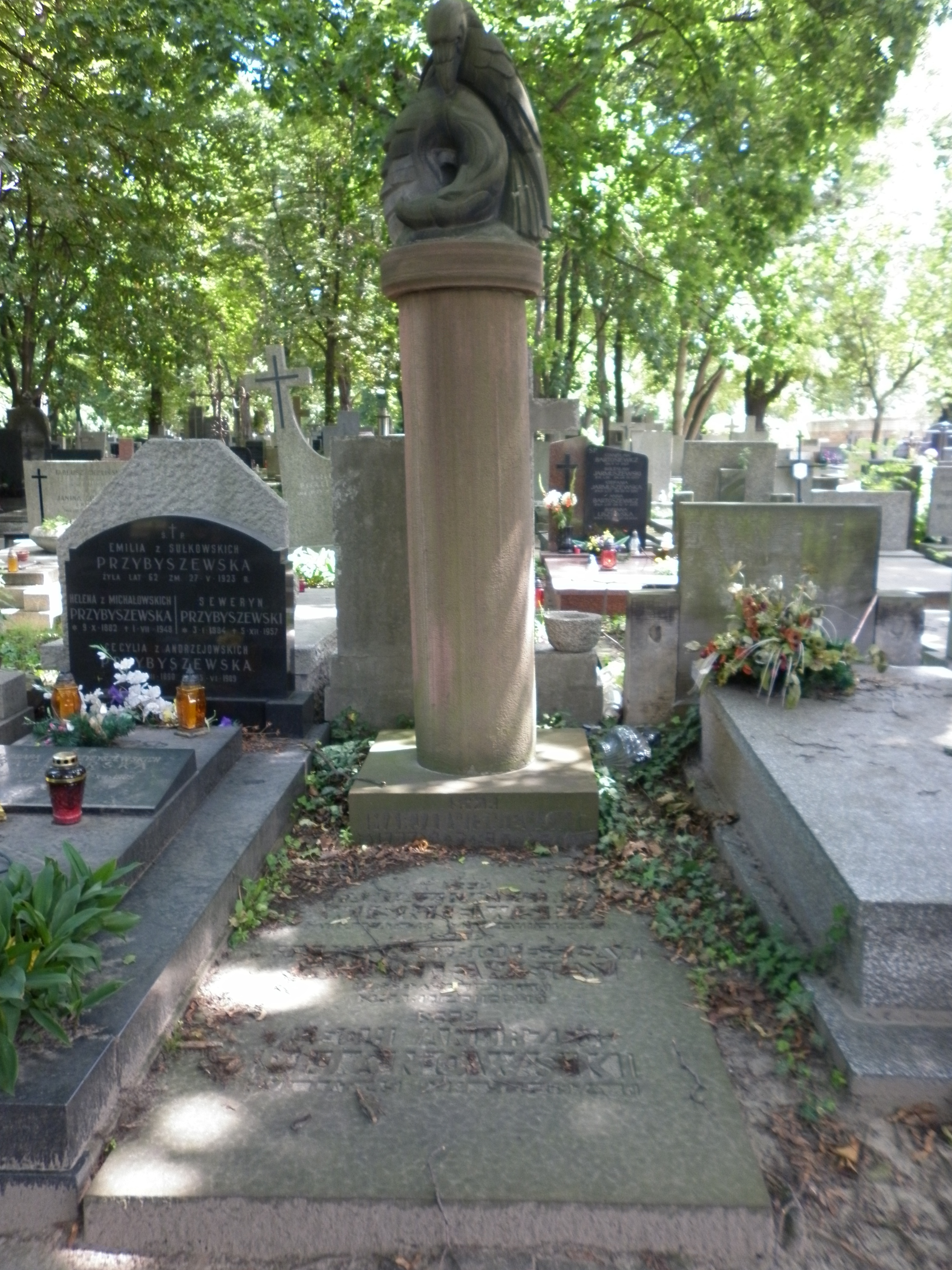
Mộ của Lech Pijanowski

Lech Andrzej Pijanowski ([ˈlɛx ˈandʐɛj pijaˈnɔfski]; sinh ngày 26 tháng 7 năm 1928 - mất ngày 6 tháng 1 năm 1974) là một nhà phê bình điện ảnh, phát thanh viên, đạo diễn, nhà biên kịch và người sáng tạo trò chơi người Ba Lan.

## Tiểu sử
Lech Andrzej Pijanowski sinh ngày 26 tháng 7 năm 1928 tại Warsaw và mất ngày 6 tháng 1 năm 1974 tại đây. Sau khi qua đời, ông được chôn cất tại Nghĩa trang Powązki.

## Trò chơi
Lech Andrzej Pijanowski đã đóng góp trò chơi Lap cho cuốn sách A Gamut of Games do Sid Sackson biên tập. Trò chơi này là một cải tiến từ trò chơi Battleship. Luật của trò chơi Lap quy định mỗi người chơi sẽ bí mật chia một lưới ô 8 × 8 vào bốn phần, trong mỗi phần có 16 ô vuông tiếp giáp nhau. Mỗi người chơi lần lượt thu thập các manh mối bằng cách hỏi đối thủ của họ có bao nhiêu ô trong một hình vuông 2 × 2 cụ thể thuộc mỗi phần. Người chơi nào có thể suy luận chính xác thiết lập của đối thủ trước tiên sẽ chiến thắng.

## Phim
Đạo diễn:
- 1950 Dzisiejsza gazeta
- 1955 Dyspozycja mocy
- 1955 Od Wrocławia

Kịch bản:
- 1961 Droga na zachód (Road to the West)
- 1964 Barbara i Jan (sê-ri truyền hình)
- 1971 Kłopotliwy gość (Troublesome visitor)